# Апостольский викариат Исабаля

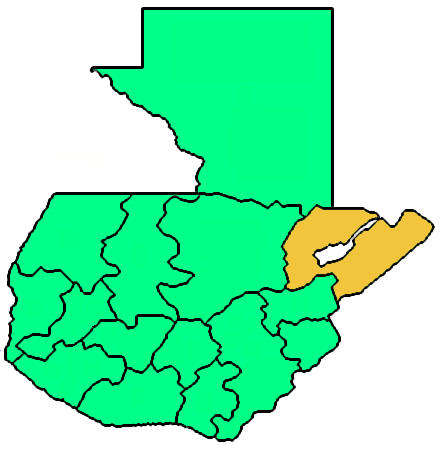
Карта апостольского викариата Исабаля

Апостольский викариат Исабаля (лат.  Vicariatus Apostolicus Izabalensis) — апостольский викариат Римско-Католической церкви с центром в городе Пуэрто-Барриос, Гватемала. Апостольский викариат Исабаля распространяет свою юрисдикцию на департамент Исабаль. Кафедральным собором апостольского викариата Исабаля является церковь Непорочного Зачатия Пресвятой Девы Марии.

## История
30 апреля 1968 года Конгрегация по делам епископов издала декрет Cum territorium, которой учредила территориальную прелатуру Исабаля, выделив её из епархии Сакапы.
12 марта 1988 года Римский папа Иоанн Павел II выпустил буллу Qui arcano, которой преобразовал территориальную прелатуру Исабаля в апостольский викариат.

## Ординарии апостольского викариата
- епископ Gerardo Humberto Flores Reyes (9.05.1969 — 7.10.1977 — назначен епископом Верапаса);
- епископ Luis María Estrada Paetau (27.10.1977 — 12.06.2004);
- епископ Gabriel Peñate Rodríguez (21.05.2004 — 26.07.2011);
- епископ Domingo Buezo Leiva (9.02.2013 — 16.07.2021 — назначен епископом Сололы-Чимальтенанго);
- епископ Miguel Ángel Martínez Méndez (23.12.2022 — по настоящее время).

## Источник
- Annuario Pontificio, Libreria Editrice Vaticana, Città del Vaticano, 2003, ISBN 88-209-7422-3
- Декрет Cum territorium, AAS 60 (1968), стр. 356  (лат.)
- Булла Qui arcano  (лат.)